# Lake Delton, Wisconsin
Lake Delton là một làng thuộc quận Sauk, tiểu bang Wisconsin, Hoa Kỳ. Năm 2006, dân số của làng này là 1982 người.